# قرارداد سن جرمانو
قرارداد سن جرمانو (انگلیسی: Treaty of San Germano)، قراردادی است در سال ۲۰ ژوئیه ۱۲۲۵ بین فریدریش دوم و پاپ هونوریوس سوم بسته شد که به موجب آن فریدریش موظف گردید در جنگ جدید صلیبی شرکت کند، در غیر ای نصورت تکفیر می‌گردید.

## فردریش دوم
پس از شکست صلیبیون در جنگ صلیبی پنجم، انگشت انتقاد علاوه‌بر رهبران و فرماندهان این جنگ، به سمت فریدریش نیز نشانه رفت. در این زمان ۶ سال از سوگند وی برای حضور در اراضی مقدس می‌گذشت و برخلاف قول‌های مکررش، قدمی به مصر نزدیک نشده بود. با این حال وی به دادن وعده‌هایی همچون حرکت به سمت شرق بعد از رسیدن نیروهایش ادامه داد تا اینکه در سال ۱۲۲۱، پاپ هونوریوس سوم در نامه‌ای، امپراتور آلمان را برای تأخیرهای مکررش سرزنش کرد و از اینکه اجازه داد بود، فریدریش از مسئولیت شانه خالی کند، خود را مقصر می‌دانست.
فریدریش در جلسه‌ای که با پاپ داشت، پاپ را متقاعد ساخت که وی تقصیری در تأخیرها ندارد و پاپ را مطمئن ساخت که به زودی فرماندهی جنگ صلیبی جدیدی را بر عهده خواهد گرفت. او پس از ۱۰ سال تأخیر در ایفای در سوگند خود، دوباره با پاپ تجدید عهد کرد و تاریخ اعزام ناوگانش را بهار ۱۲۲۵ قرار داد. پس از آن خطبای صلیبی به مناطق مختلف اروپا اعزام شدند اما گردآوری نیروها به‌کندی صورت می‌گرفت. با وجود سفر جان برین، عده کمی حاضر به شرکت در جنگ شدند و پول چندانی نیز جمع نشد. با این حال فریدریش توانست ناوگان بزرگی فراهم آورد اما استقبال ضعیف شاهزادگان آلمانی سبب شد تا وی دوباره از پاپ تقاضا کند که جنگ صلیبی جدید را به تعویق بیندازد.

### جلسه سن جرمانو
این شرایط سبب شد تا فریدریش در آستانه تکفیر پیش برود اما وی برای جلوگیری از این اتفاق تقاضای جلسه حضوری دیگری کرد. این جلسه در ۲۵ ژوئیه ۱۲۲۵ در سن جرمانو برگزار شد و بار دیگر فریدریش پاپ ر از قصد و نیت تغییرناپذیرش برای شرکت در جنگ صلیبی مطلع ساخت. پاپ در این جلسه پاسخ داد تنها به شرطی می‌تواند تأخیر امپراتور را بپذیرد که که وی تعداد ارتش، دامنه حمله و تاریخ حرکت را تعیین کند و به‌نحوی قول خود را تضمین کند. فریدریش متعهد شد که در ۱۵ اوت ۱۲۲۷، همراه با سپاه برزگی از طریق دریا به سمت شرق حرکت کند و حداقل ۲ سال رهبری نیروهای صلیبی را بر عهده بگیرد. وی برای تضمین عهد خود، توافق کرد که صد هزار انس طلا به‌عنوان وثیقه در نزد پادشاه و اسقف اورشلیم و رهبر شوالیه‌های توتونیک بگذارد و در بازگشت به عکا آن را پس بگیرد؛ و اگر وی در انجام عهد خود قصور می‌کرد، وثیقه به‌عنوان غرامت به آن‌ها تعلق می‌گرفت. همچنین وی پذیرفت در صورت تخلف از وعده‌هایش در سن جرمانو، بی‌درنگ تکفیر شود. پس از امضای این قرارداد فریدریش به سرعت عازم شمال شد تا خود را آماده حرکت کند.